# Свято-Покровська церква (Скибинці)
Свято-Покровська церква — православний (УПЦ МП) храм у селі Скибинці Тетіївської міської громади Білоцерківського району Київської області; духовний осередок села і пам'ятка архітектури національного значення (охоронний номер 952/1). Такий же статус має і розташована поряд дзвіниця (охоронний номер 952/2).
Фундаторами храму вважається родина місцевих панів Мадейських, які володіли землями та маєтностями в селі Скибинці до революції 1917 року.

## Опис храму та дзвіниці
Церкву збудовано у стилі класицизм. Церква розташована на високому пагорбі, тому є важливою архітектурною домінантою села. Церква хрестово-купольна, хрещата у плані, центрична. Цегляна, потинькована. Храм однобанний, купол сферичний. Двоярусний, верхній та нижні яруси відмежовані карнизом. Стіни нижнього ярусу гладкі, верхнього — оздоблені рустом. Над входами розташовано трикутні фронтони.
Дзвіниця збудована у одному стилі із храмом, двоярусна. Стіни дзвіниці гладкі. Входи накриті ґанками, що їх підтримують 2 колони, завершуються ґанки трикутними фронтонами. Барабан шоломоподібної бані завершується невеликим шпичастим шпилем.
Бані церкви та дзвіниці пофарбовані у блакитний колір, заповнення фронтонів пофарбоване у зелений колір.

## Історія храму
Попередниця церкви, дерев'яний Свято-Покровський храм, було збудовано ще 1728 року. Як зауважував Лаврентій Похилевич, ця церква була покрита соломою. Згідно візитації 1741 року, до парафії належало 30 дворів. 1820 року ця церква згоріла. За тодішніми законами, якщо віряни не вберігали храм від пожежі, замість згорілої дерев'яної церкви вони повинні були збудувати лише цегляний храм.
Того ж 1820 року власник села Леонард Модейський на високому пагорбі у північній частині села закладає фундамент католицького храму у селі. Оскільки селяни були не в змозі власними коштами збудувати цегляний храм, вони звернулись до Леонарда Модейського із проханням дозволити збудувати на фундаментах, що призначався для костелу, православну церкву.
Оскільки переважна більшість мешканців Скибинець були православними (1864 року, скажімо, з 1105 мешканців 1063 були православними), Леонард Модейський пристав на прохання селян. він виділив 17 десятин землі для церкви та збудував її впродовж 1820-1825 років своїм коштом. 1825 року поряд із церквою було збудовано дзвіницю. Церкву було причислено до 5-го класу. У 2-й половині ХІХ ст. до храму були зроблені невеликі прибудови.
1882 року кількість парафіян становила 692 чоловіки та 720 жінок, а католиків у селі було лише 8 осіб, 1913 року — 1297 та 1234 особи відповідно. Збереглися відомості про деяких настоятелів — першим був приятель поміщика священик Пантелеймон Левада. На 1882 рік священиком був П. Шеремецинський, з 1906 року у храмі служив Олександр Синьківський. Вочевидь, він залишався настоятелем і після 1917 року.
Це один з небагатьох храмів Тетіївського району, який залишався діючим у радянський час. Лише в період колективізації (1932-33 рр.) більшовицька влада закрила церкву і влаштувала там комору. З приходом у Скибинці німецької армії в 1941 році місцевий Свято-Покровський храм знову відкрили для богослужінь. Відтоді парафія не припиняла виконувати свою духовну місію. У радянські часи храм отримав статус пам'ятки архітектури національного значення.
Храм перебуває у доброму стані, є діючим. Це сучасний духовний осередок села. У інтер'єрі храму збереглися розписи ХІХ століття.
Настоятелі Свято-Покровської церкви села Скибинці Тетіївського району Київської області:
- священик ??? Кадрановський
- священик Петро Старинський
- священик Анатолій Харківський
- священик Фелікс Паймаш 
- протоієрей Сергій Грабовенко 

## Галерея

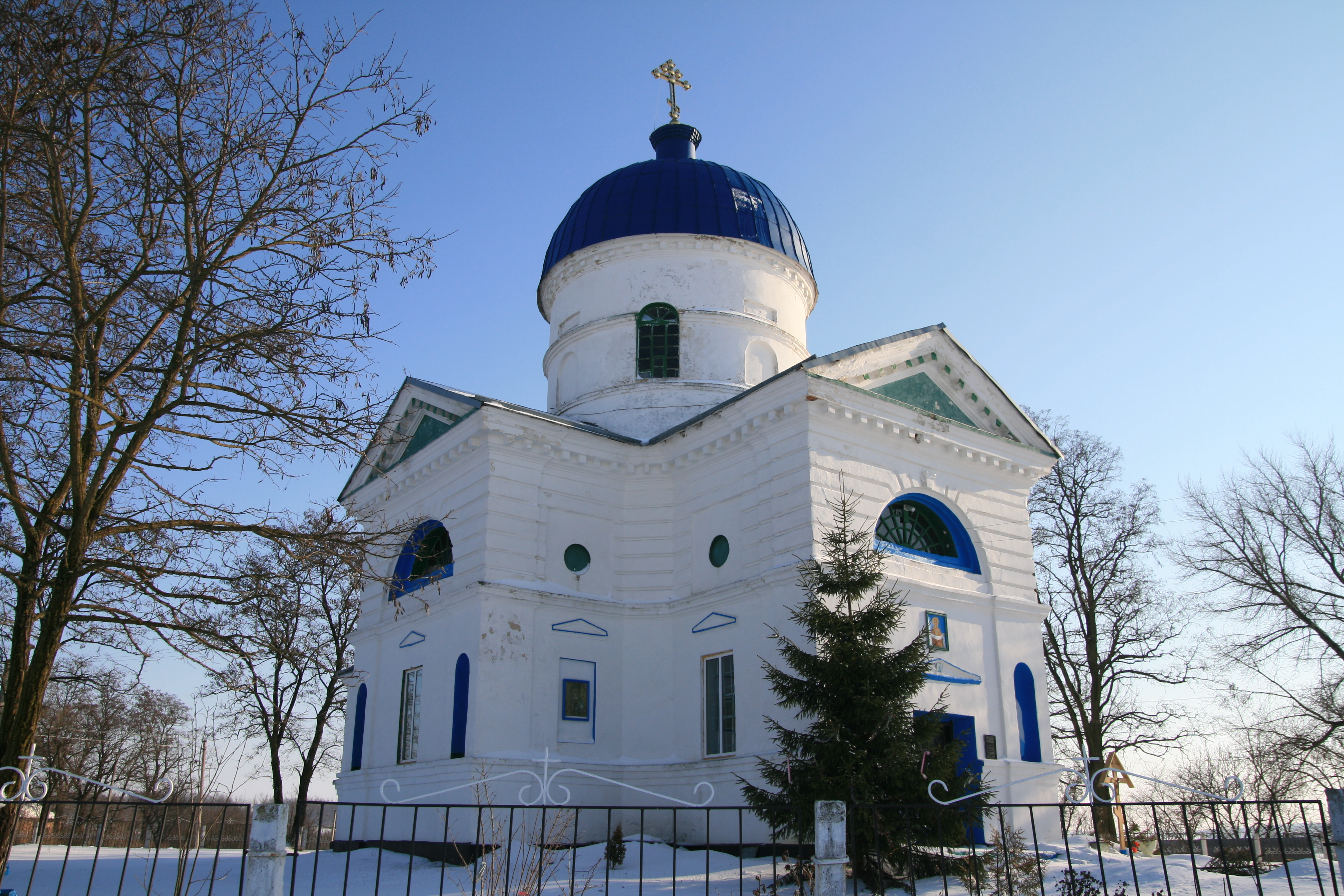
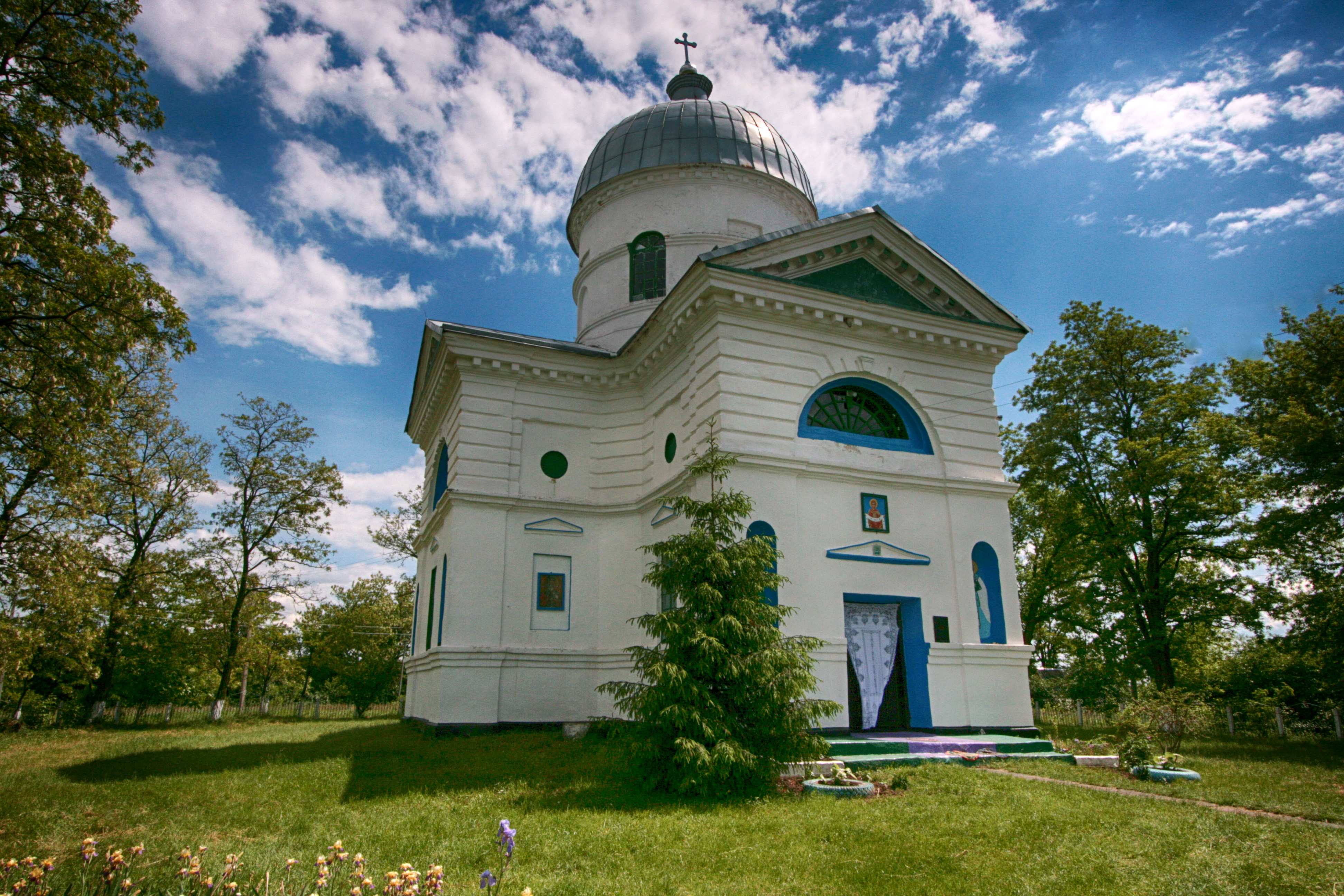
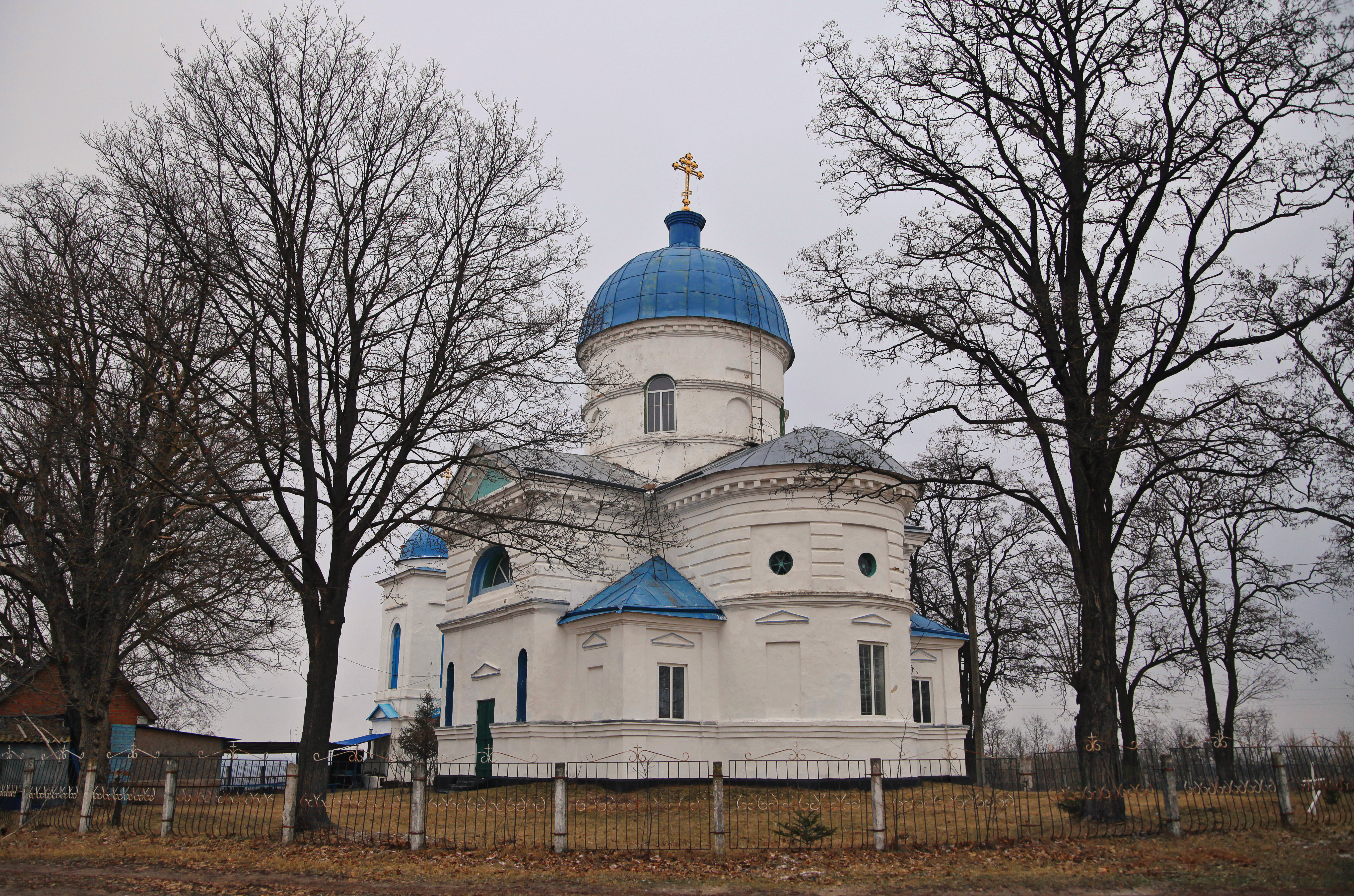
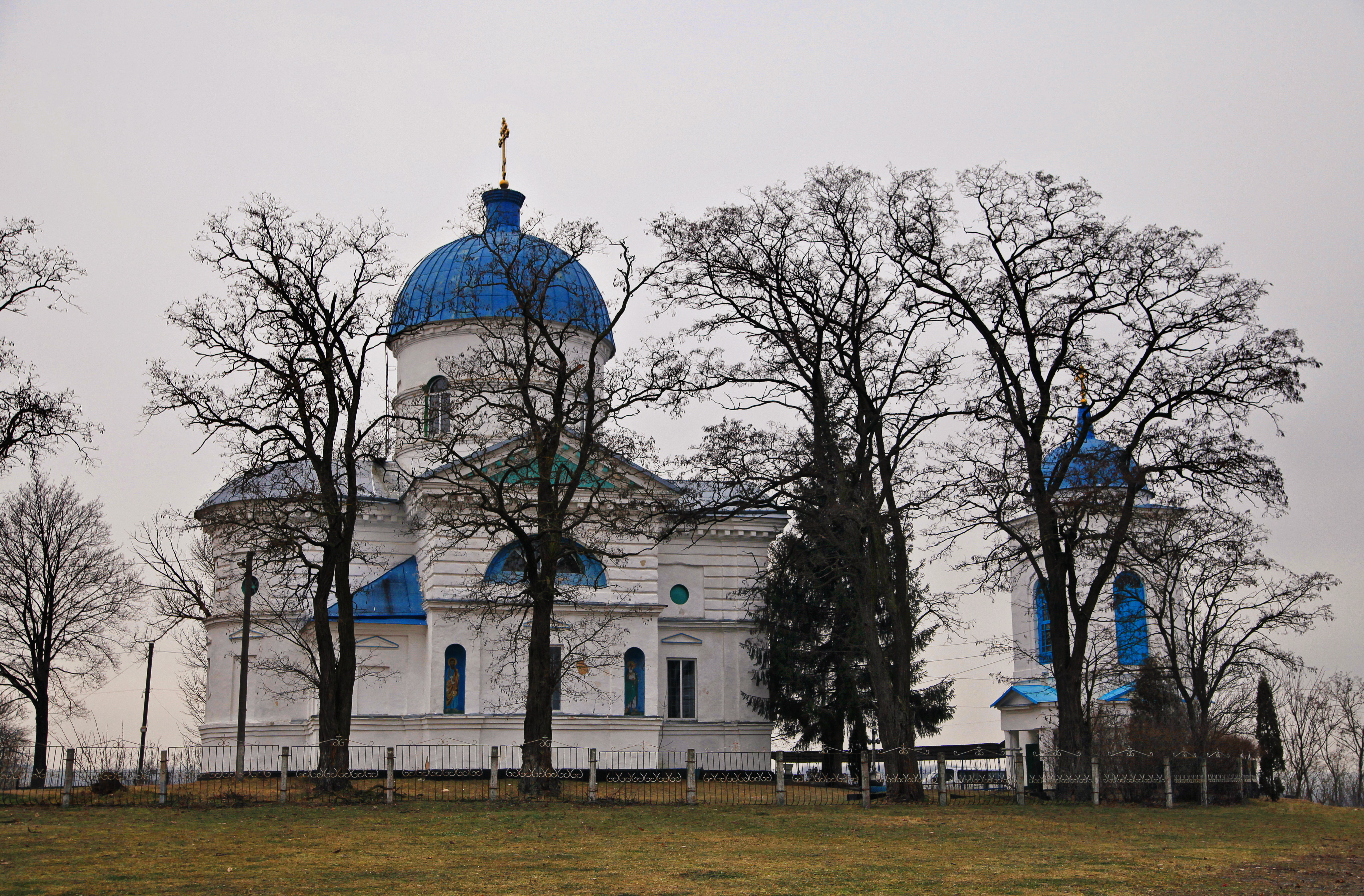
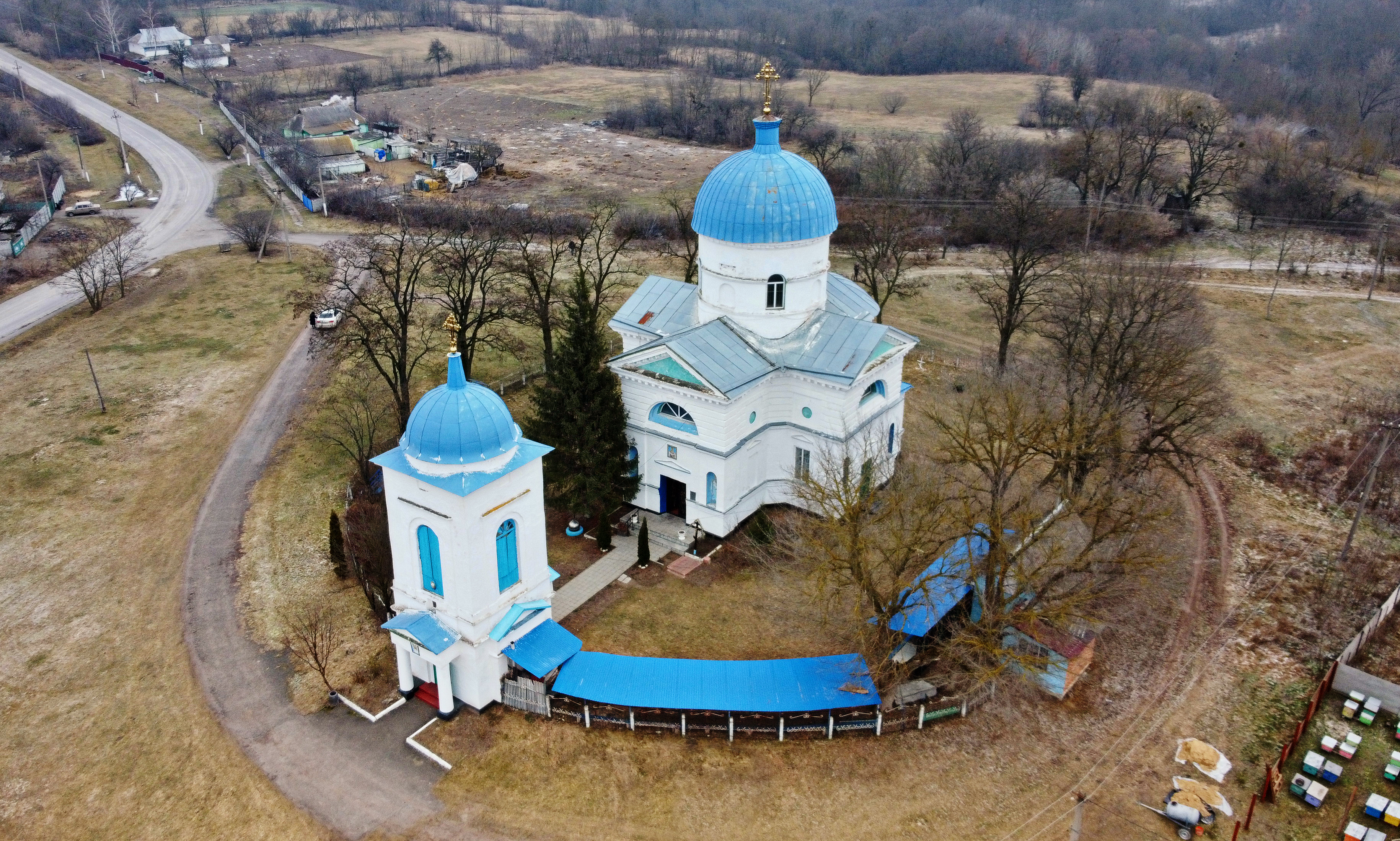
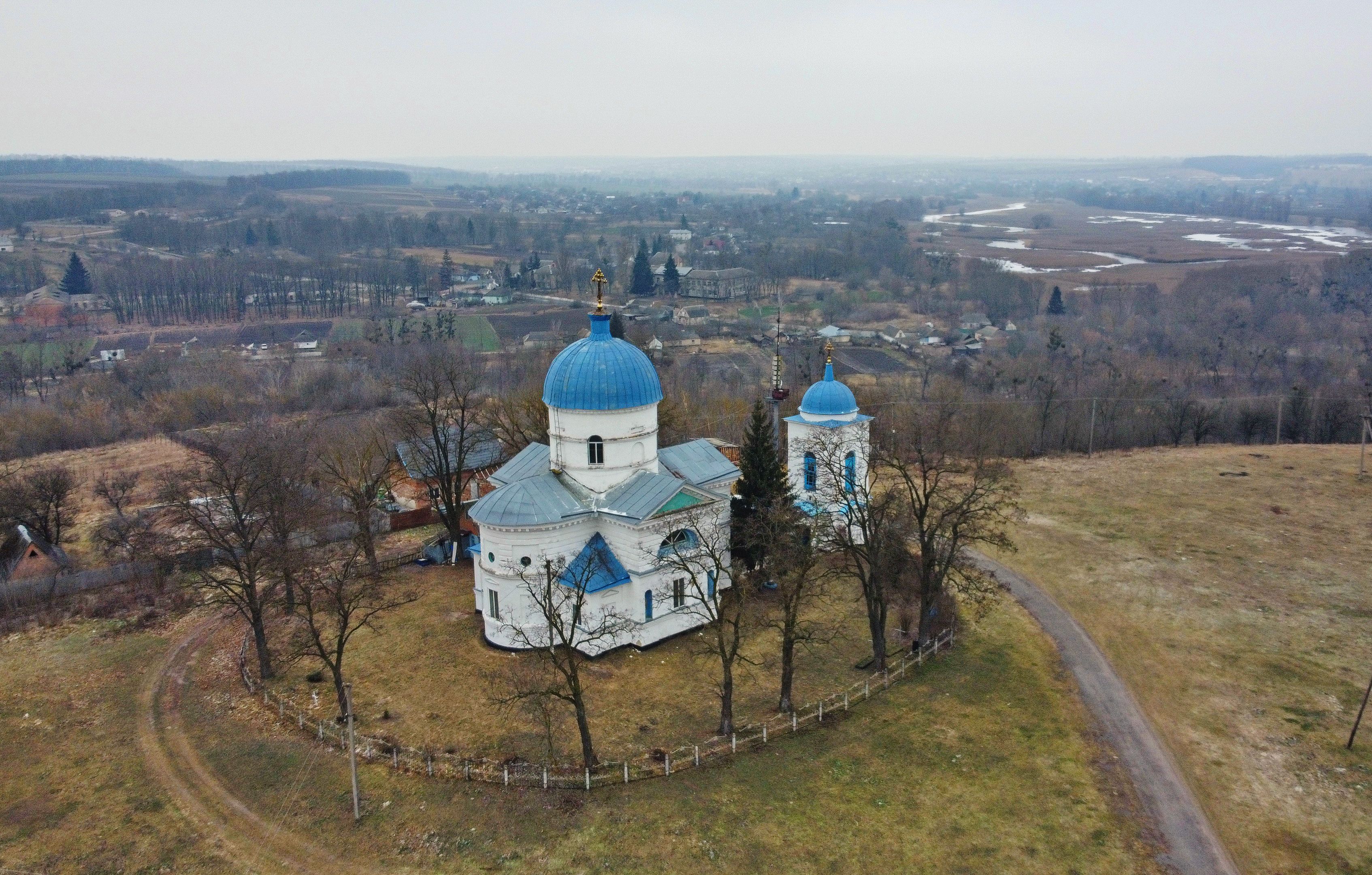
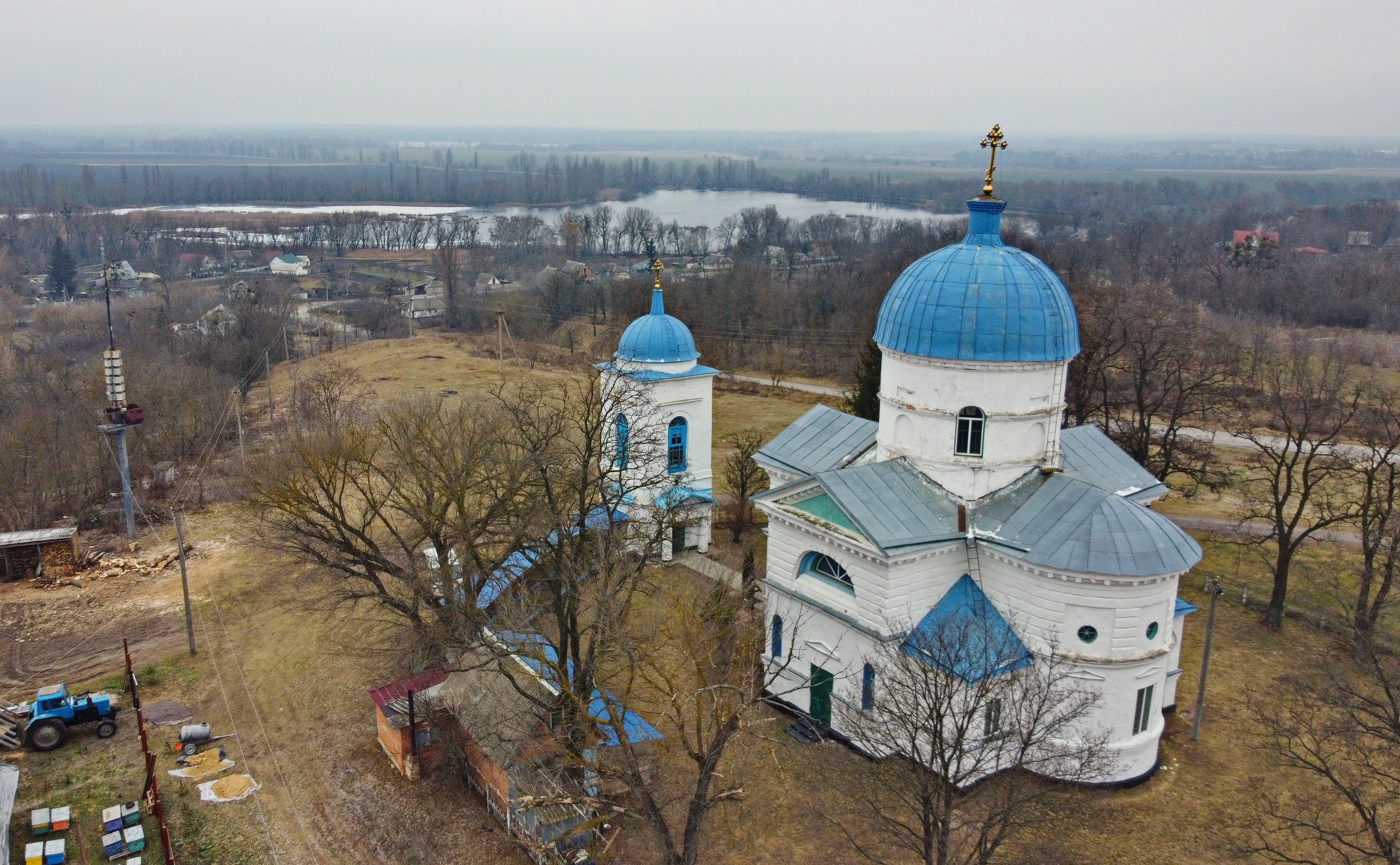
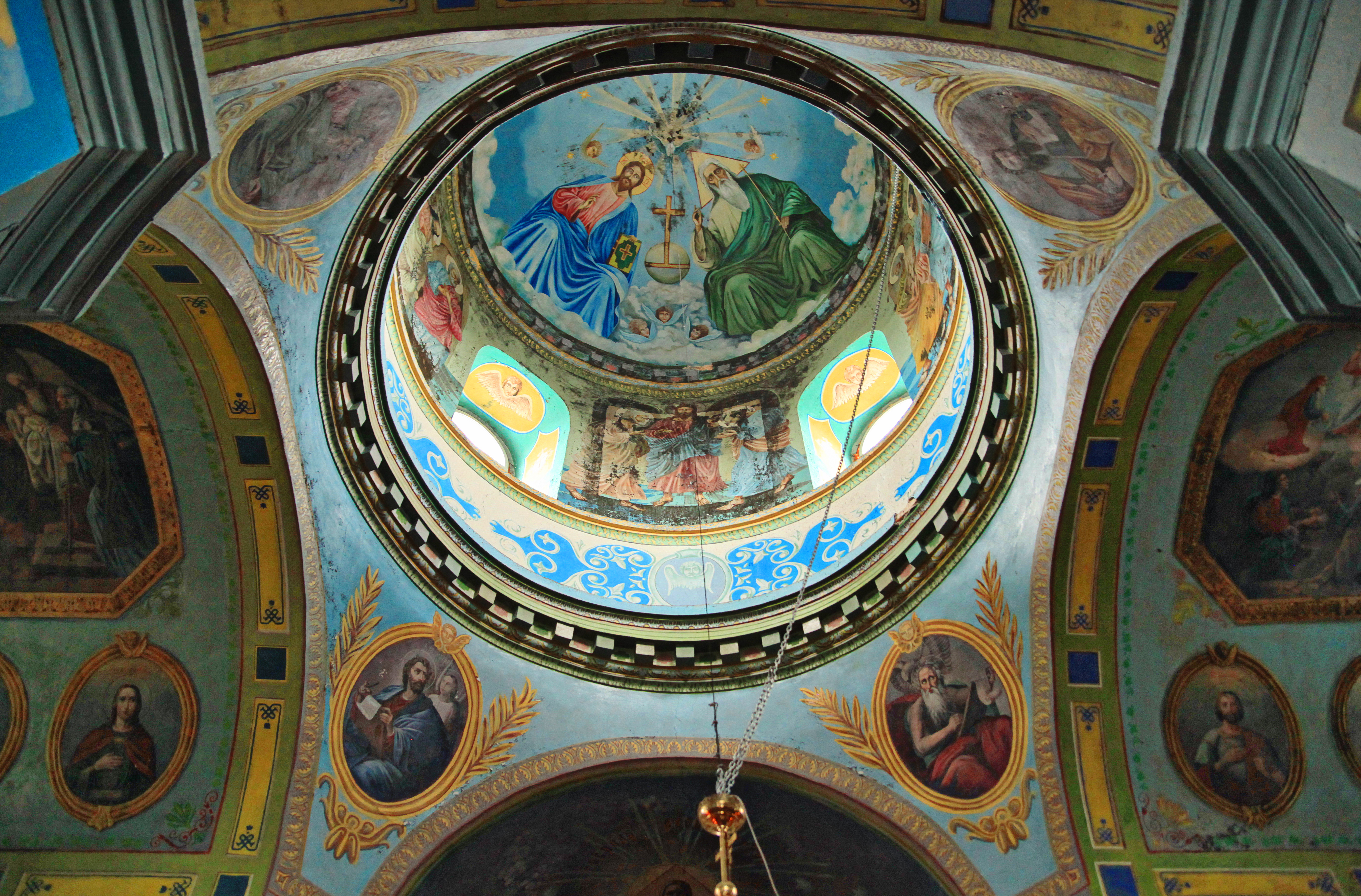
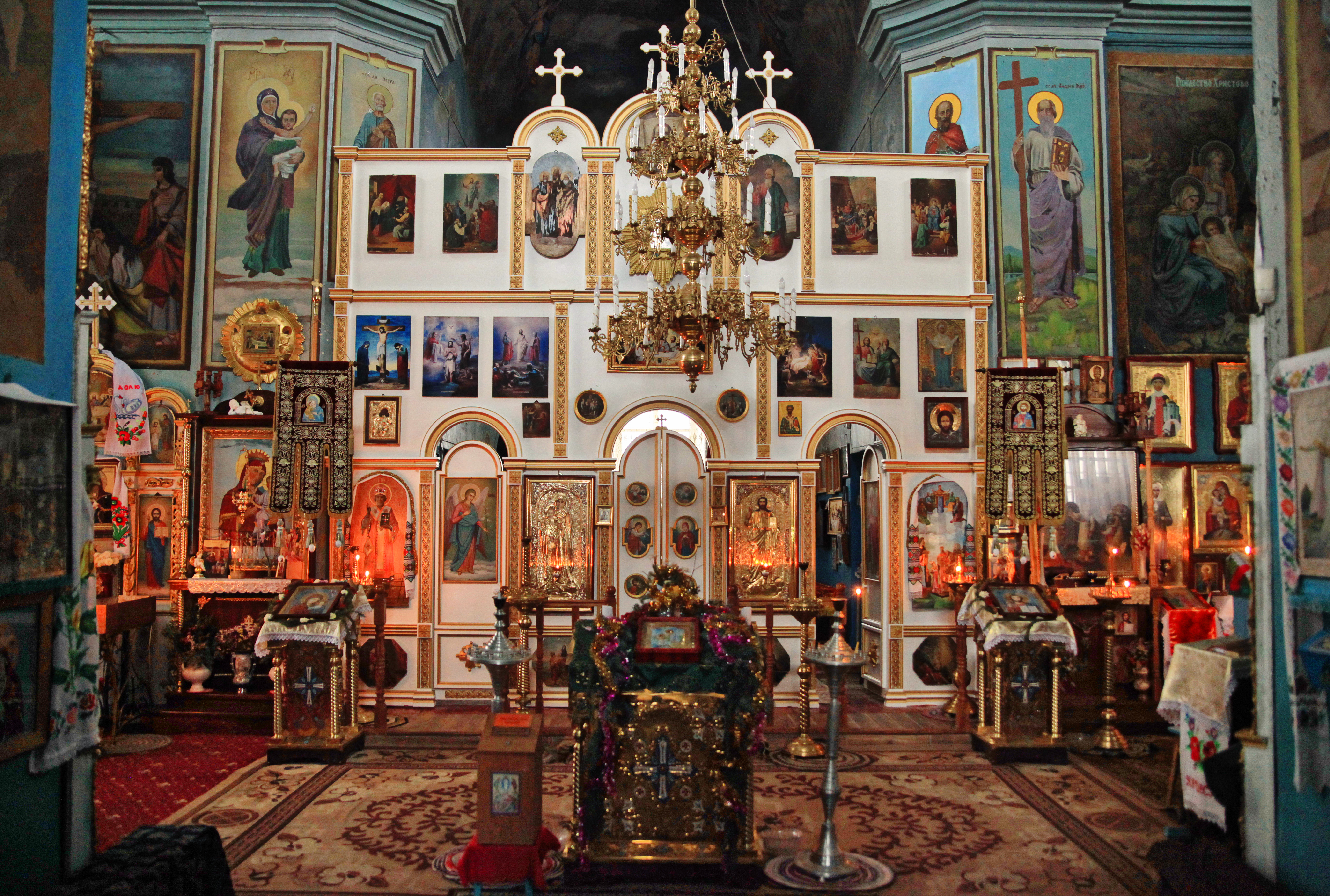